# Plaine des Tamarins
La plaine des Tamarins est un plateau de l'île de La Réunion situé dans le sud-est du cirque de Mafate. Traversée par le GR R1, un sentier de grande randonnée qui relie les îlets de La Nouvelle et Marla au col des Bœufs et au col de Fourche, il est couvert par une forêt de tamarins des Hauts que l'on appelle forêt des Tamarins. Les nombreux arbres tombés et la brume lui donnent un caractère fantastique.

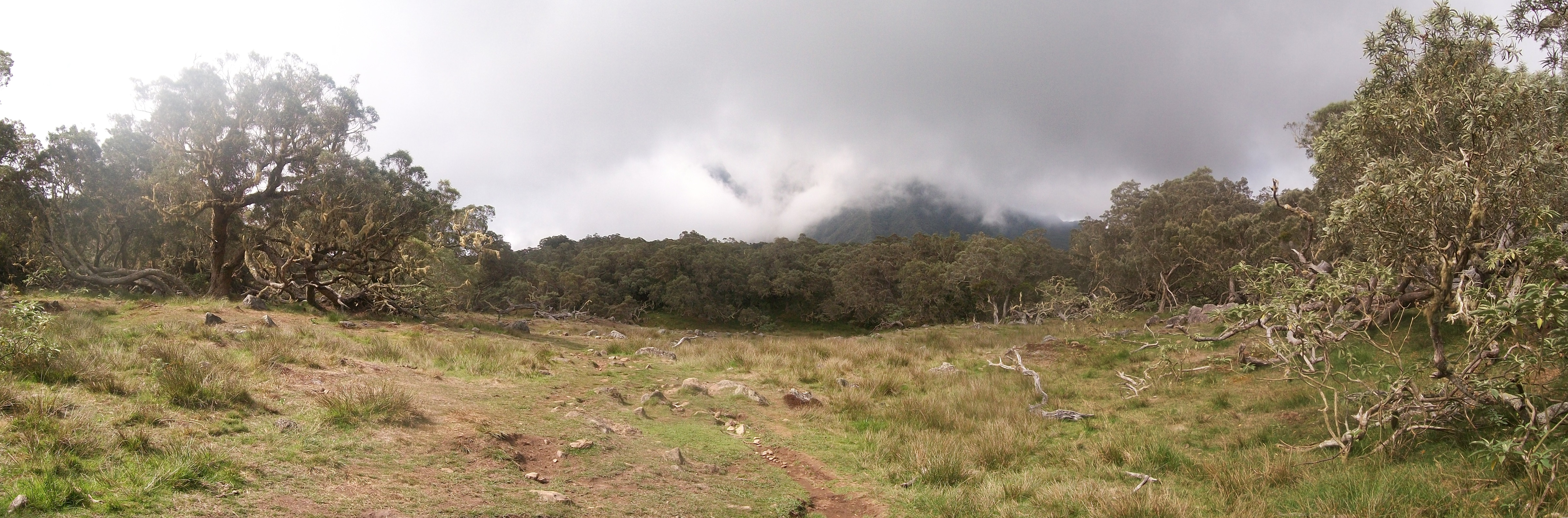
Panorama sur la plaine des Tamarins

## Galerie de photos

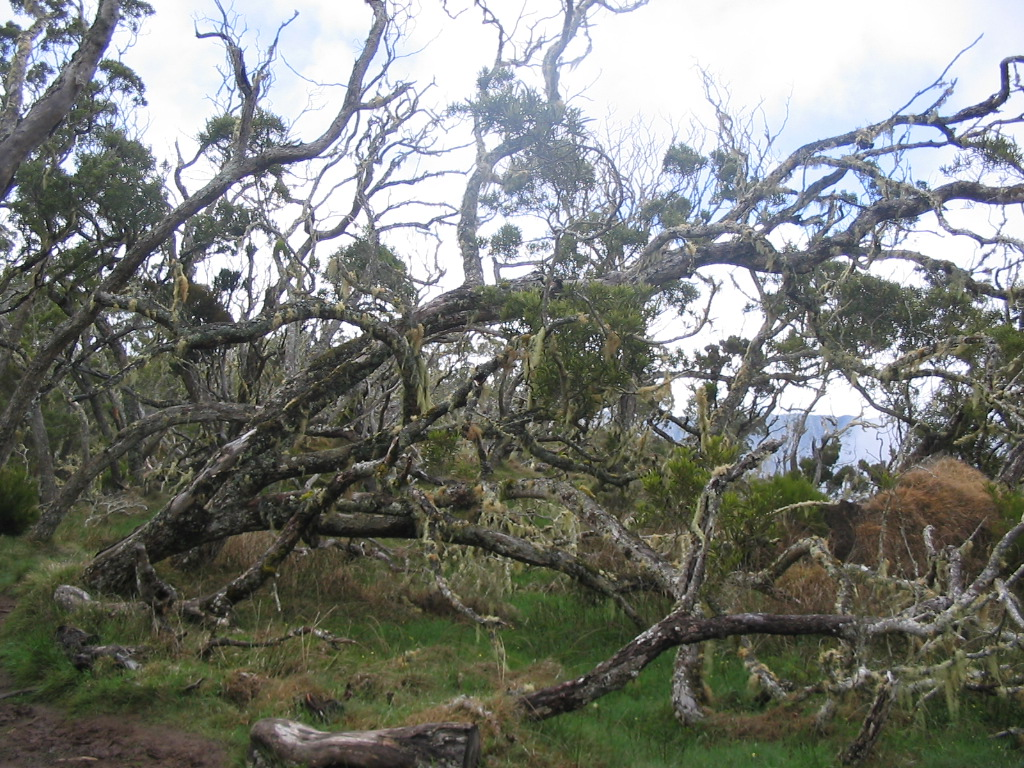
La forêt des Tamarins
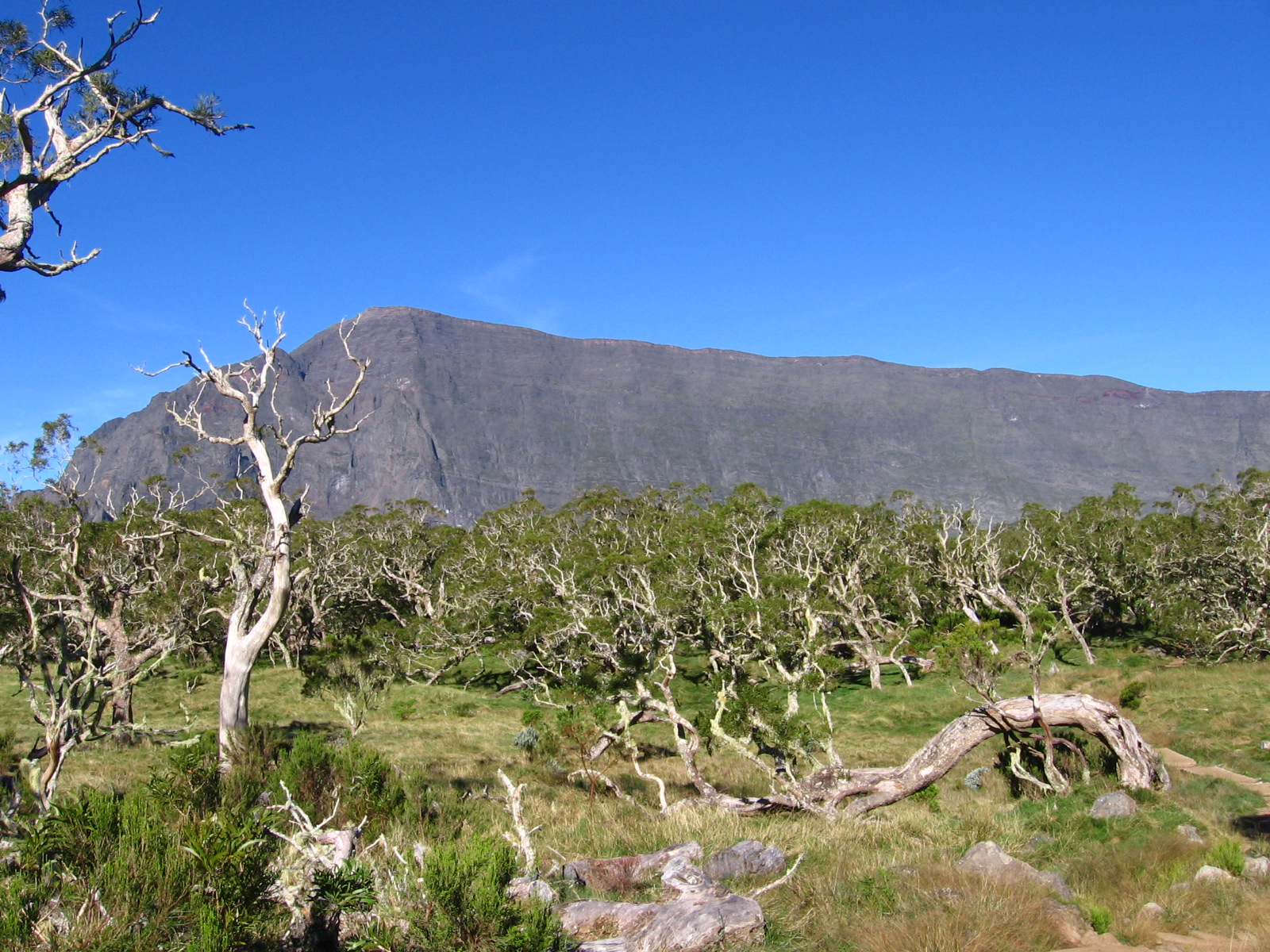
Idem
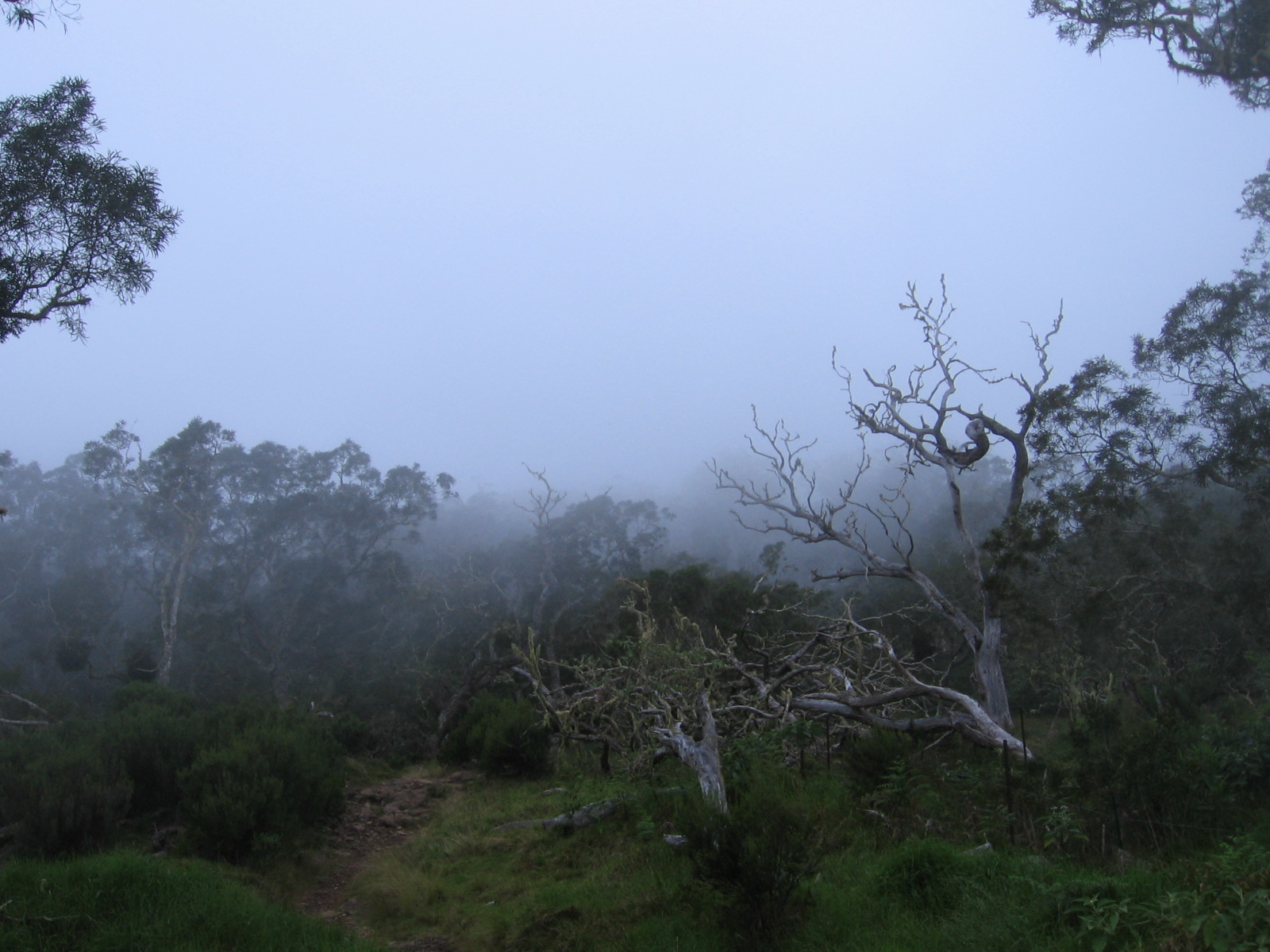
La forêt des Tamarins dans la brume
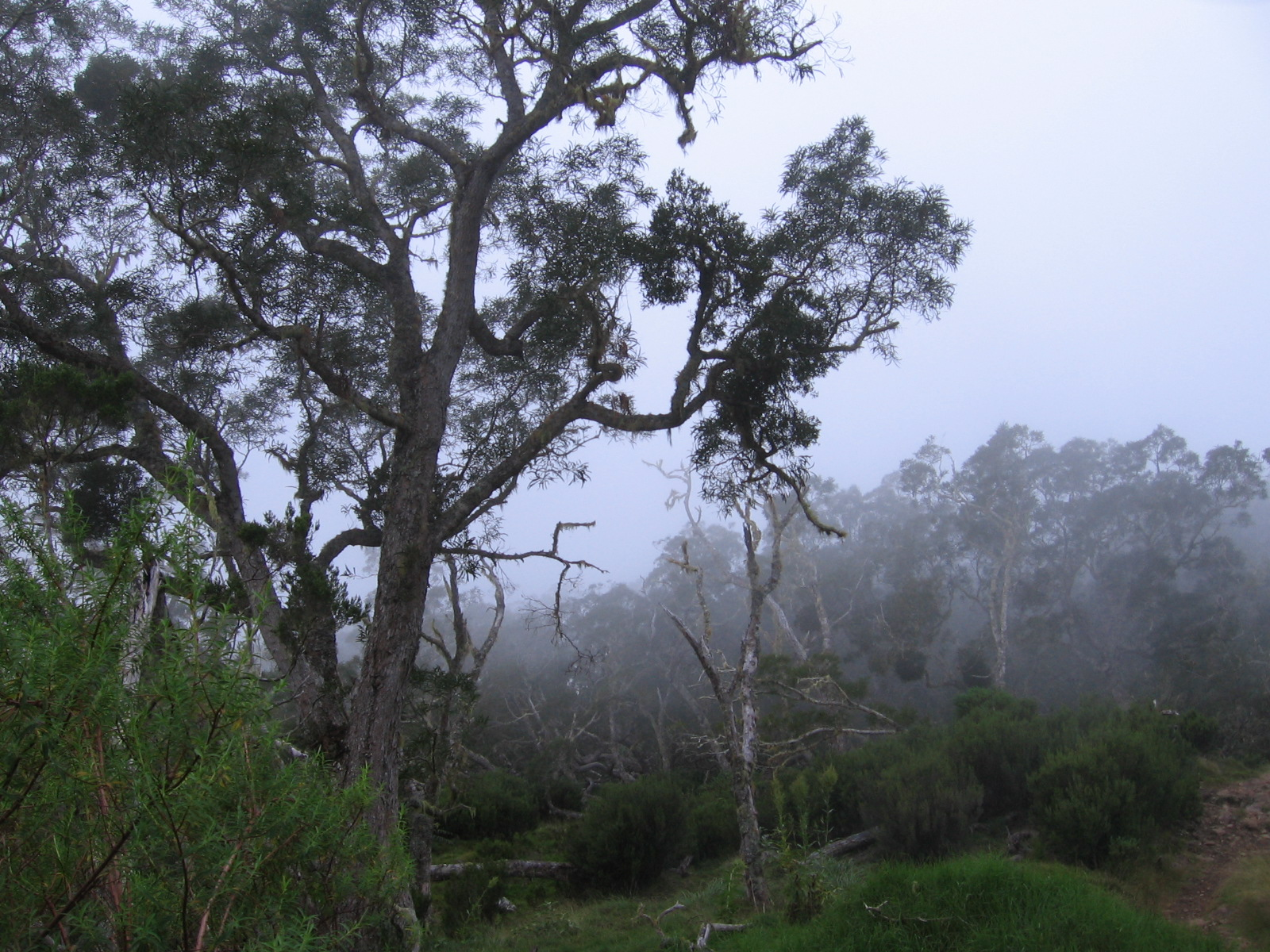
Idem

## Annexe